# Александровка (Бирилюсский район)
Александровка — деревня в Бирилюсском районе Красноярского края России. Входит в состав Кирчиженского сельсовета. Находится на правом берегу реки Кирчиж (бассейн Чулыма), примерно в 31 км к северо-западу от районного центра, села Новобирилюссы, на высоте 191 метра над уровнем моря.

## Население
| 2010 |
| ---- |
| 33   |

Гендерный состав
По данным Всероссийской переписи населения 2010 года 17 мужчин и 16 женщин из 33 чел.

## Улицы
Уличная сеть деревни состоит из 2 улиц (ул. Новая и ул. Центральная).